# HCLS1
HCLS1‏ (Hematopoietic cell-specific Lyn substrate 1) هوَ بروتين يُشَفر بواسطة جين HCLS1 في الإنسان.